# Hanover (Minnesota)
Hanover è una città degli Stati Uniti d'America, situata in Minnesota, divisa tra la contea di Wright e la contea di Hennepin.